# Botnet
Ett botnet (ibland även botnät) är ett datornätverk av datorer infekterade av datavirus eller trojanska hästar. Bot kommer från Robot. Dessa datorer ansluter till en central styrande nod där de får uppgifter att utföra, till exempel att söka igenom webbsidor efter e-postadresser, skicka ut oönskad skräppost eller i vissa fall utföra DDoS-attacker mot anslutningspunkter på internet. Ett botnet kan bestå av tusentals datorer, ofta kallade zombier, spridda över hela världen och med ägare som inte vet om att datorerna är infekterade.
Skapare av dessa botnet kan bli kallade till exempel Bothoarders, Botmasters eller Botspreaders.
En nyare tillämpning av dessa botnet är att Gräva Bitcoins (Bitcoin Mining), i så kallade Mining Pools. En annan tillämpning är att vara delaktig i så kallad proteinveckning (Protein Folding).
Sedan några år tillbaka har botnet börjat tillhandahållas på kommersiella villkor. Den som vill skicka skräppost i stor skala eller angripa en nätresurs kan hyra ett redan existerande botnet på den svarta marknaden. Uthyrningen sker vanligen per timme eller per dygn.
Det finns dock "goda" botnet också. Den vanligaste typen är sådana som letar efter data på sajter, exempelvis från konkurrenter som vill ha prisinformation.